# Johannes von Kronstadt

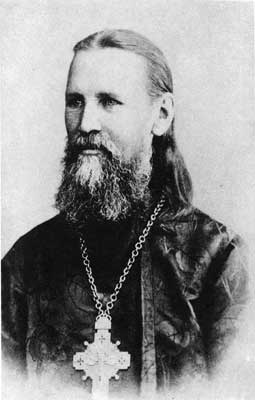
Hl. Johannes von Kronstadt

Johannes von Kronstadt (russisch Иоанн Кронштадтский Ioann Kronschtadtski, bürgerlich Иван Ильич Сергиев Iwan Iljitsch Sergijew; * 19. Oktoberjul. / 31. Oktober 1829greg. in Sura, Gouvernement Archangelsk; † 20. Dezember 1908jul. / 2. Januar 1909greg. in Kronstadt) war ein Erzpriester der russischen orthodoxen Kirche, der 1964 heiliggesprochen wurde.

## Leben

Denkmal des Hl. Johannes in Kronstadt

Der Heilige Johannes heilte eine andersgläubige Frau von einem Bauchleiden

Dorf Sura

Haus der Arbeitsliebe

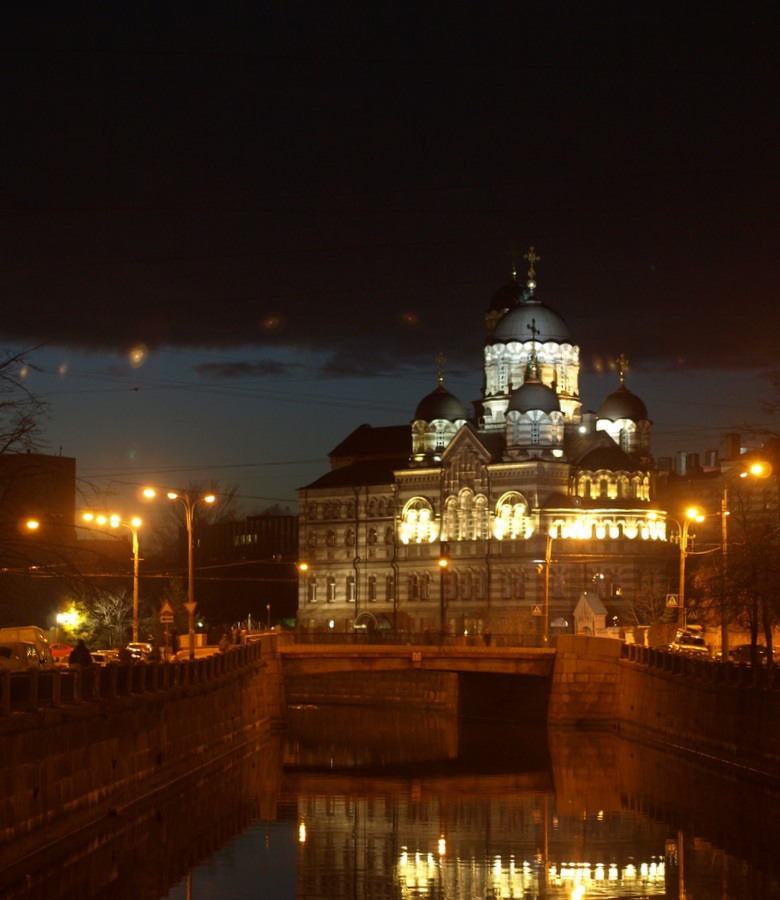
St.-Johannes-Kloster in St. Petersburg

Das Haus des Hl. Johannes in Kronstadt (Russland)

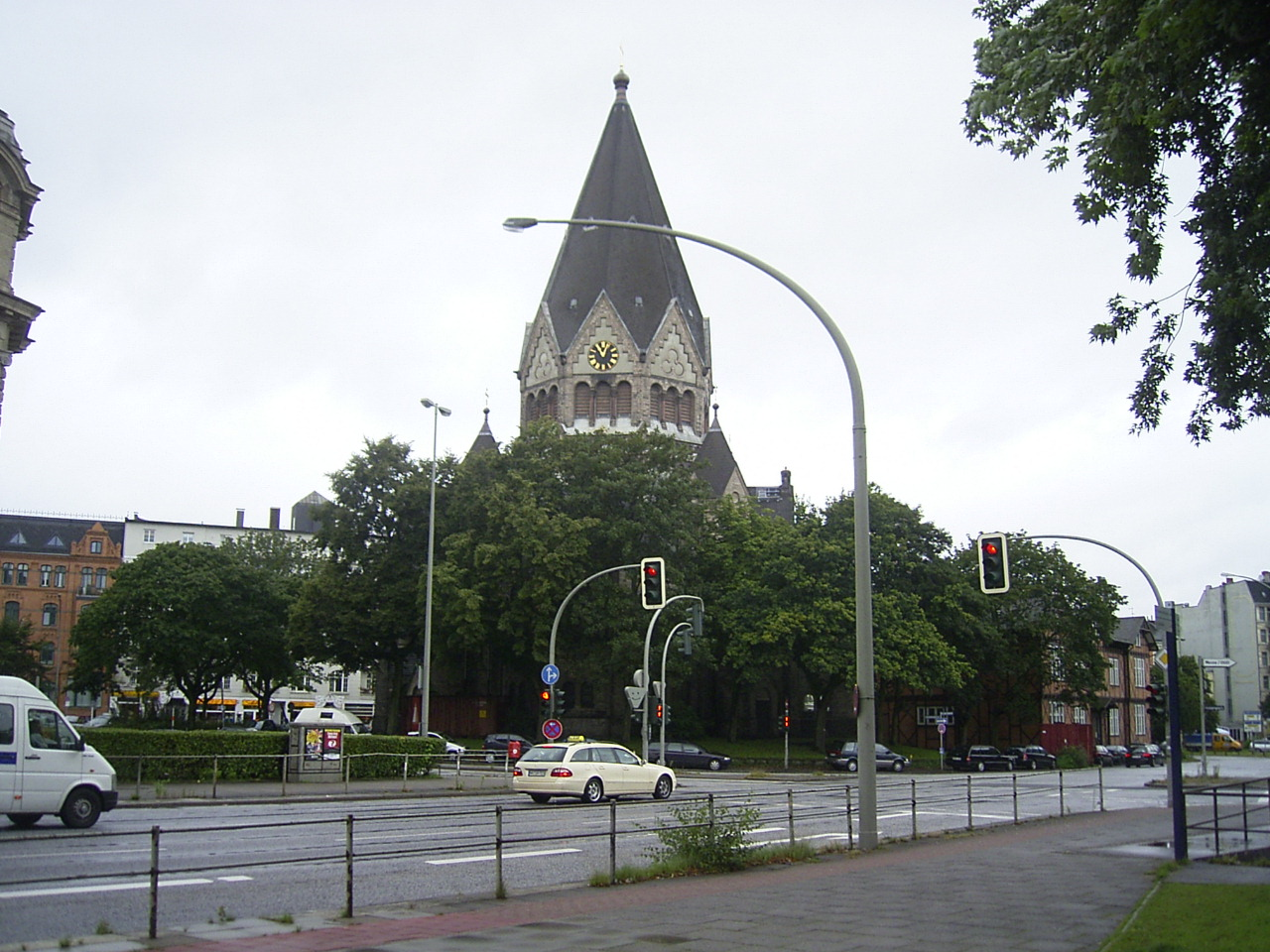
Dem Heiligen Johannes von Kronstadt geweihte russisch-orthodoxe Kirche in Hamburg-St. Pauli

St.-Andreas-Kathedrale in Kronstadt (Russland), 1932 zerstört

Kreuzprozession in Kronstadt (Russland) zum 180. Jubiläum der Geburt und dem 100. Jubiläum des Todes von Pater Johannes

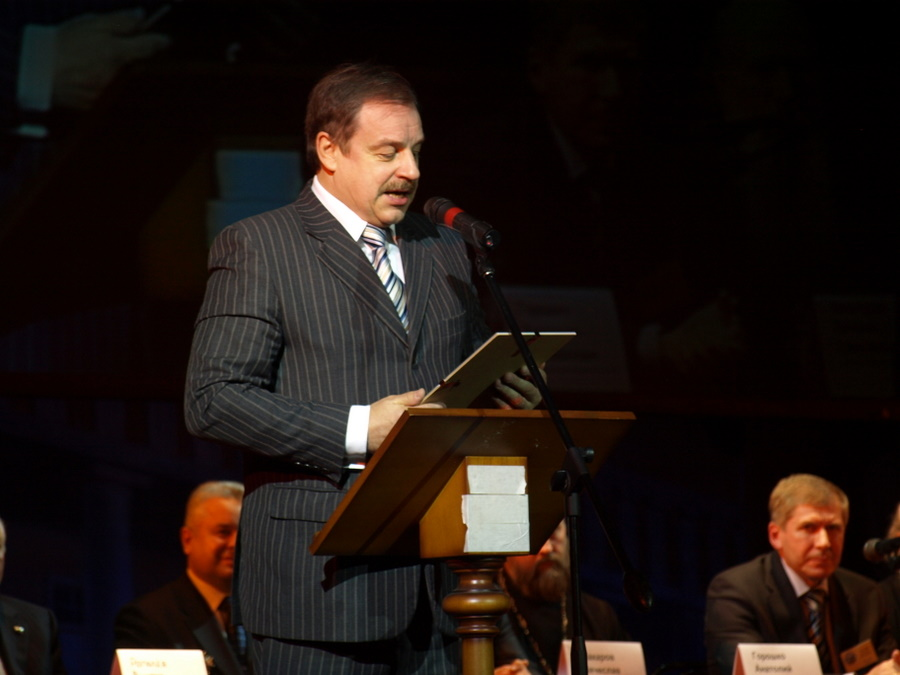
Im Jahr 2009 erhielt ein Kleinplanet (№ 16395) den Namen des Hl. Johannes.

Iwan Iljitsch Sergijew, auch bekannt als Heiliger Gerechter Johannes von Kronstadt, war ein mit der Mitra ausgezeichneter Erzpriester der russischen-orthodoxen Kirche, Propst der St.-Andreas-Kathedrale in Kronstadt und seit 1906 Mitglied des Heiligen Synods – er weigerte sich aber, an deren Sitzungen teilzunehmen. Er war Mitglied des Bundes des russischen Volkes, Prediger, geistlicher Schriftsteller, kirchlicher und gesellschaftlicher Aktivist und Verfechter von rechtskonservativen monarchistischen Ansichten. Deshalb wurde er in der UdSSR im Rahmen des Kampfes gegen die Religion negativ bewertet.
Namenstag: 19. Oktober (nach dem julianischen Kalender); Tag der Überführung der Gebeine des Heiligen Johannes von Rila, seines Schutzpatrons.
Er wurde in dem von ihm gegründeten St.-Johannes-Kloster am Karpowka-Fluss in St. Petersburg begraben.
Von der Russischen Orthodoxen Kirche im Ausland wurde er am 16. Juni 1964 und am 8. Juni 1990 auch von der Russischen Orthodoxen Kirche des Moskauer Patriarchats, im Chorus der Gerechten heiliggesprochen als Heiliger Gerechter Johannes von Kronstadt.
Gedenktag: 20. Dezember nach dem julianischen Kalender (in der russisch-orthodoxen Kirche im Ausland auch am 19. Oktober).

### Abstammung und Verwandte
Johannes wurde am 19. Oktober 1829 im Dorf Sura des Amtsbezirks Pinega im Gouvernement Archangelsk als erstes Kind eines armen Dorf-Küsters geboren. Das neugeborene Kind war so schwach und kränklich, dass seine Eltern es „wegen der Gesundheitsschwäche“ am Tag seiner Geburt zu Hause taufen ließen. Der Junge wurde nach Johannes von Rila benannt. Kurz nach der Taufe begann Johannes zu genesen, was seine frommen Eltern dem Sakrament der Taufe zuschrieben. Sie bemühten sich darum, die Aufmerksamkeit des Kindes auf Gott zu richten und ihn zu eifrigem Beten anzuhalten. Sein Vater nahm ihn schon als kleines Kind in die Kirche mit und erzog ihn zu einer besonderen Liebe zu Gottesdiensten. Der Junge liebte auch die Natur. Als Kind lebte Johannes in extremer materieller Not, lernte früh die Armut und das Leiden der einfachen Menschen kennen.
Die Familie von Johannes hatte viele Priester hervorgebracht:
- Großvater (väterliche Linie): Michail Nikititsch Sergijew, geboren 1779, Priester der Gemeinde zu Sura.[5] Vorfahren in der väterlichen Linie waren seit 350 Jahren Priester gewesen.[6] Unter den Kirchendienern des Amtsbezirks Pinega werden Jakow Sergijew (1687) und Michail Sergijew (1755–1756) erwähnt.[7]
- Taufpate: Ioann Kunnikow.[8]
- Vater: Ilja Michailowitsch Sergijew, geboren am 13. Juli 1808, absolvierte die geistliche Bezirksschule, wonach er nach Hause zurückkehrte und als Küster der St.-Nikolaus-Kirche von Sura diente, neben der er auch begraben wurde. Nach Johannes starb sein Vater „früh, im Alter von 48 Jahren, im Jahre 1851“.[5]
- Großvater (mütterliche Linie): Wlasi Porochin, Küster der Kirche in Sura.[9]
- Patentante: Darja (wahrscheinlich die Schwester seines Vaters), Tochter von Priester Sergijew (wahrscheinlich sein Großvater).[8]
- Mutter: Feodora Wlasjewna, geborene Porochina, geboren am 8. Februar 1808, am 22. Juli 1828 getraut. Sie hatte sechs Kinder (vier Jungen und zwei Mädchen), von denen drei überlebten. Sie verstarb als Nonne am 6. Juli 1871 in Kronstadt im Alter von 63 Jahren an Cholera.[9][10][11] Über ihrer Grabstätte wurde eine Kapelle (Ruhestätte) erbaut, die 2008 wiederhergestellt wurde.[12]
- Brüder: Nikita und Wassili verstarben als Kleinkinder; Iwan starb im Alter von 18 Jahren an Tuberkulose.[5]
- Schwester: Anna Iljinitschna Fidelina, verheiratet mit Wassili Fidelin, einem Diakon der Gemeinde in Sura. Ihr älterer Sohn, Iwan Wassiljewitsch Fidelin, zog nach Kronstadt und wurde persönlicher Sekretär von Johannes von Kronstadt. 1982 veröffentlichte er dessen gesammelte Werke.[5]
- Schwester: Darja Iljinitschna Malkina, verheiratet mit Semjon Malkin, einem Bauer des Dorfes Gorskaja. Ihre Enkeltochter, Ljubow Alexejewna Malkina, geboren 1920, eine Großnichte von Johannes von Kronstadt wohnte in Sura.[13][14]

### Studium
Im Jahre 1839 wurde Johannes kostenpflichtig in die Gemeindeschule zu Archangelsk eingeschrieben, wo er Abschlussjahrgangsbester war. Sein weiteres Studium erfolgte im Geistlichen Seminar zu Archangelsk, das er 1851 als zweitbester Student absolvierte. Im selben Jahre wurde er wegen seiner Erfolge im Studium auf Staatskosten in die Geistliche Akademie Sankt Petersburg aufgenommen, die er 1855 mit dem Grad eines Dr. theol. (russ.: кандидат богословия) für eine Arbeit „Über das Kreuz Christi bei der Entlarvung angeblicher Altritualisten“ (russ. „О Кресте Христовом в обличении мнимых старообрядцев“) abschloss.
Sein Vater starb während seines Seminarstudiums. Johannes wollte das Studium abbrechen und sich eine Diakons- oder Küstersstelle suchen, um seine Mutter zu unterstützen, die mittellos zurückgeblieben war. Sie war aber dagegen, dass ihr Sohn ihretwegen auf die höhere geistliche Ausbildung verzichtete. Johannes erhielt eine Stelle in der Akademiekanzlei und schickte sein gesamtes Gehalt an seine Mutter.
Während seines Akademiestudiums erwog Johannes, sich der Missionarsarbeit der Völker Sibiriens und Nordamerikas zu widmen. Er entschied sich jedoch anders. In einem Traum sah er sich als Priester der St.-Andreas-Kathedrale zu Kronstadt und hielt dies für einen Wink Gottes. Bald erfüllte sich dieser Traum: nach der Absolvierung der Akademie wurde er aufgefordert, Elisaweta, die Tochter von Konstantin Neswizki, einem Erzpriesters der St.-Andreas-Kathedrale zu Kronstadt, zu heiraten und nach der Priesterweihe in der Kathedrale zu dienen. Nach der Weihe, die am 12. Dezember 1855 stattfand, betrat er die St.-Andreas-Kathedrale und erkannte angeblich in ihr das Gotteshaus aus seinem Traum.

### Familie
Die Ehe blieb kinderlos. Johannes litt sehr darunter. Nach seinem Tagebuch schlief er seit 1868 nicht mehr mit seiner Frau.
Sie erzogen aber an Kindes statt zwei Nichten von Elisaweta Konstantinowna: Rufina und Elisaweta. Rufina heiratete später den Seemann Nikolaj Nikolajewitsch Schemjakin und bekam von Johannes 6000 Rubel in Gold (ca. 84 000 €) als Brautausstattung. Rufina Schemjakina schrieb Johannes’ Predigten der letzten Lebensjahre auf und veröffentlichte 1909 zwei Bücher über ihren Onkel und ihre Tante.
Am Ende ihres Lebens verlor Elisaweta Konstantinowna nach einer schweren Operation ihre Beine. Sie verstarb am 22. Mai 1909 und wurde vom Heiligen Hieromärtyrer Kyrill (Smirnow), damals Bischof von Gdow, ausgesegnet und im Hof der St.-Andreas-Kathedrale bestattet.

### Dienst
Am 10. Dezember 1855 wurde Johannes in der Peter-und-Paul-Kathedrale in St. Petersburg von Bischof Christophor (Emausski) von Reval, dem Titularbischof der St. Petersburger Metropolie, zum Diakon und einen Tag später, am 12. Dezember, zum Priester geweiht und an die St.-Andreas-Kathedrale von Kronstadt ordiniert, in der er 53 Jahre lang bis zu seinem Tod, diente.
Seit 1875 war er Erzpriester, seit 1894 Vorsteher der St.-Andreas-Kathedrale und seit 1898 ein mit der Mitra ausgezeichneter Erzpriester. Während der 47 Jahre seines Dienstes feierte Pater Johannes täglich die Göttliche Liturgie und übte daneben im geheimen Askese, durch unablässiges Gebet und Fasten. Seit dem 14. Dezember 1856 führte er Tagebuch („Mein Leben in Christo“), das sich jetzt im Russischen Staatlichen Historischen Archiv befindet. Kurz nach seinem Erscheinen wurde es in viele verschiedene Sprachen übersetzt. Nach der Auflösung der Sowjetunion wurde dieses Tagebuch in Russland mehrmals, zunächst in Auszügen, veröffentlicht und gilt z. Z. als Richtlinie für viele Orthodoxe.
Ab 1874 war Pater Johannes Religionslehrer in der Städtischen Schule in Kronstadt; ab 1862 unterrichtete er 25 Jahre lang orthodoxe Religion im örtlichen klassischen Gymnasium.
Er zeichnete sich durch eine innovative Einstellung zu seinen pastoralen Pflichten aus, die sich unter anderem in der großen Emotionalität seiner Predigten äußerte (Augenzeugen sagten, er sei dabei oft in Tränen ausgebrochen). In den 1860er Jahren zog er sich die Missbilligung der anderen Kleriker der Kathedrale (in der er damals nur der dritte Priester war) und der Schulleitung zu.
Entgegen der damals in der russisch-orthodoxen Kirche herrschenden Praxis führte er die kollektive Beichte (im Rahmen des Bußsakramentes) ein. Er rief auch zum häufigeren Empfang der Heiligen Sakramente auf (im damaligen Russland war es üblich, nur ein- oder zweimal im Jahr, während der Großen Fastenzeit, zu Kommunion zu gehen).
Johannes war ein hervorragender Prediger. Er sprach einfach und meistens ohne besondere Vorbereitung. Seine Predigten zeichneten sich durch Kraft und Gedankentiefe sowie durch theologische Bildung aus, waren dabei aber auch für Laien leicht zu verstehen.
Seit Anbeginn seines Dienstes widmete er sich vor allem der Wohlfahrt. In Kronstadt herrschten in seinen Augen sowohl Unglaube als auch Sektierertum. Es gab viele Hafenarbeiter. Die meisten Menschen hausten in Erdhütten und ähnlichen Behausungen, bettelten und tranken. Viele Kriminelle wurden von hier verbannt. Gerade diesen Menschen, die andere für moralisch verkommen hielten, widmete sich Johannes. „Wir sollen jeden Menschen lieben, auch in seiner Sünde und in seiner Scham“, sagte Pater Johannes. „Wir dürfen nicht den Menschen – dieses Ebenbild Gottes – mit dem Bösen, das in ihm ist, verwechseln.“ Er besuchte täglich seine Pfarrkinder um sie zu trösten, sich um die Kranken zu kümmern und finanzielle Hilfe zu leisten, indem er alles verschenkte, was er hatte, so dass er häufig nackt nach Hause zurückkehrte. Diese Kronstädter „Lumpen“, der „Abschaum der Gesellschaft“, die dank der Kraft der mitleidenden Liebe von Pater Johannes wieder zu Menschen geworden seien, hätten als erste seine Heiligkeit verspürt. Diese „Entdeckung“ wurde bald von vielen Gläubigen in Russland geteilt.
Bald war Johannes als Wundertäter bekannt und in ganz Russland und darüber hinaus berühmt. Nach seinem Tagebuch heilte er kranken Knaben (Kostyljow) am 19. Februar 1867 durch Gebet. Auch wenn Pater Johannes bezweifelte, dass er in seiner „Nichtigkeit und Sündhaftigkeit“ die Fähigkeit haben könnte, Gott um Gnade für Kranke zu bitten, betete er als Priester für die Kranken und Notleidenden. Diese wurden immer mehr.
Die Menschen pilgerten, in großer Zahl zu Pater Johannes, nachdem 1883 in der St. Petersburger Zeitung «Новое время» („Die neue Zeit“) eine „Danksagungs-Annonce“ veröffentlicht worden war. 1890 bildete sich in Kronstadt bereits eine örtliche „Industrie“ zur Bedienung des großen Stromes von Hilfesuchenden, oft Tausende Menschen täglich, die in der Hoffnung, Pater Johannes zu treffen, in die Stadt kamen. Johannes stellte Sekretärinnen ein, um die hilfebedürftigsten Besucher auszuwählen.
Heilungen geschahen angeblich sowohl bei privaten Besuchen als auch vor den Augen von Menschenmengen. Heilungen aus der Ferne erfolgten angeblich nach der Sendung eines Briefes oder Telegramms. Zur Zeit seiner landesweiten Berühmtheit erhielt Pater Johannes so viel Post, dass die Kronstädter Post eine spezielle Abteilung einrichtete. Viele dieser Briefe wurden direkt in den Altarraum gebracht, wo Pater Johannes während der Liturgie für die Absender betete.
Die Gebete von Pater Johannes bewirkten angeblich Wunder nicht nur für die Orthodoxen, sondern auch für Moslems, Juden und Nicht-Orthodoxe, die ihn aus dem Ausland anschrieben. Auch nach seinem Tod geschahen angeblich zahlreiche Wunder.
Johannes ließ sich immer wieder zu Polemik gegen andere Konfessionen und Religionen hinreißen.
Außer Besuchern und Briefen erhielt Pater Johannes enorme Geldsummen, die er für die Wohlfahrt verwendete. Der genaue Betrag der Spenden lässt sich nur schätzen, denn Pater Johannes gab angeblich alles, was er erhielt, direkt für Bedürftige aus. Laut vorsichtigen Berechnungen gingen damals mindestens eine Million Rubel (ca. 14 Millionen Euro) durch seine Hände. Von diesem Geld speiste Pater Johannes täglich und über mehrere Jahre hindurch ca. eintausend Bettler und gründete das „Haus der Arbeitsliebe“. Dieses bestand aus einem Arbeitshaus mit Werkstätten, einer Schule für Arme, einem Altersheim für Frauen, einem Kinderheim und anderen Wohlfahrtseinrichtungen (eine Volkskantine mit günstigen oder (an Feiertagen) kostenlosen Speisen; ein kostenloses Krankenhaus; ein Nachtasyl (in dem 1911 über 15.000 Menschen kostenlos übernachteten); eine Grundschule für 300 Kinder; eine Bücherei für Kinder und Erwachsene; eine Kunstschule; eine Sonntagsschule; ein Kindergarten (einer der ersten in Russland) und ein außerhalb der Stadt gelegenes Sommerferienhaus für Kinder).
1891 baute Pater Johannes in seinem Heimatort Sura, einer Gemeinde aus 16 Dörfern, eine Gemeindekirche aus Stein. In einem anderen Teil des Ortes gründete er ein Nonnenkloster (Frauengemeinde zu Ehren der Erscheinung des Herrn). Ein weiteres Nonnenkloster, zu Ehren seines Schutzpatrons Johannes von Rila, in dem Johannes später bestattet wurde, wurde von ihm in St. Petersburg erbaut. Fast alle Kirchen, die zur damaligen Zeit in St. Petersburg gebaut wurden, erhielten Geld von Johannes.
Er war Ehrenmitglied der Bruderschaft des Heiligen Fürsten Wladimir, eines in Deutschland ansässigen russisch-orthodoxen kirchlichen Wohltätigkeitsvereins, der 1890 vom Vorsteher der russischen Botschaftskirche des Hl.Wladimir in Berlin, Erzpriester Alexej Maltzew (1854–1915), gegründet wurde, um notleidenden russischen Staatsbürgern aller christlichen Konfessionen und orthodoxen Christen jeder Nationalität zu helfen. Zu den Aufgaben der Bruderschaft gehörten auch der Bau und die Unterhaltung russisch-orthodoxer Kirchen in Deutschland.

### Lebensstil
Pater Johannes stand täglich um drei Uhr nachts auf und bereitete sich auf die Zelebration der Göttlichen Liturgie vor. Um ca. vier Uhr machte er sich auf den Weg zu den Laudes in der Kathedrale. Dort warteten schon große Mengen von Pilgern, die seinen Segen erhofften. Auch viele Bettler kamen, denen Pater Johannes Almosen gab. Während der Laudes las Pater Johannes die Andacht zu Ehren des an diesem Tag zu gedenkenden Heiligen oder Ereignisses selbst vor, da er diesem Vorlesen große Bedeutung beimaß. Zu Beginn fand die kollektive Beichte statt, an der Tausende von Menschen teilnahmen; viele von ihnen büßten laut, indem sie ihre Sünden vor den anderen ausbreiteten, wie zur Zeit der Alten Kirche. Die St.-Andreas-Kirche, die Raum für ca. 5.000 Menschen hatte, war immer voll; deshalb dauerte die Kommunion etwa zwei Stunden lang, und die Liturgie endete nicht vor zwölf Uhr mittags. Pater Johannes zeichnete sich durch eine Zelebrierungsart aus, die ein Streben zu Gott darstellte, dem er als Vermittler, Vorsteher des kirchlichen Volkes und lebendiger Leiter zwischen der irdischen und der himmlischen Kirche diente. Die von ihm vorgelesenen Gebete waren ein lebhaftes Gespräch mit Gott und seinen Heiligen. Auf Grund des Eindrucks, die seine Zelebrierungen hinterließen, wurden viele Zweifler und Nichtgläubige zum Glauben bekehrt, darunter auch der orthodoxe Schriftsteller Sergei Nilus, der 1905 die antisemitischen „Protokolle der Weisen von Zion“ veröffentlichte.
Nach der Zelebration kam Pater Johannes, in Begleitung von Tausenden von Gläubigen, aus der Kathedrale und fuhr nach Petersburg, um die Kranken zu besuchen, die ihn zu sich gebeten hatten. Selten kam er vor zwölf Uhr nachts nach Hause. Während seiner Reisen in verschiedene Städte Russlands versammelten sich bis zu 60.000 Menschen zu seinen Fürbittegottesdiensten.
In diesem Rhythmus lebte er mehrere Jahrzehnte lang.

### Tagebücher
Johannes führte vom Beginn seines Wirkens als Priester im Jahr 1855 bis zu seinem Tod 1908 Tagebuch. Die einzelnen Bände umfassen jeweils ein oder zwei Jahre. Am bekanntesten wurden Auszüge aus den Tagebüchern, die er unter dem Titel „Mein Leben in Christus“ veröffentlichte. Erst vor einigen Jahren begann das Unternehmen, seine Tagebücher vollständig und unzensiert herauszugeben. Johannes beschrieb in diesen Tagebüchern die sozialen Projekte, die ihm vorschwebten, machte sich Notizen für Predigt und Katechese, diskutierte aber auch seine Schwierigkeiten. Ein Beispiel soll dies veranschaulichen: Angesichts der vielen Notleidenden in Kronstadt fühlte er sich überfordert. Wenn Bettler ihn mehrmals am gleichen Tag bedrängten oder wenn er das Gefühl hatte, dass sie ihn betrogen, kam es vor, dass er sie schlug.

### In ganz Russland berühmt
Pater Johannes wurde im Volk sehr verehrt, und wo auch immer sein Kommen angekündigt wurde, sammelten sich im Voraus große Menschenmengen. Um Pater Johannes bildete sich ein Gedränge, und die Leute rissen an seinen Kleidern (einmal zerrissen die Einwohner von Riga seinen Talar in Stücke, da jeder eines haben wollte).
In einem Gespräch mit den Priestern der Stadt Sarapul (1904) sagte Pater Johannes über seine Popularität: „Was meine jetzige Berühmtheit betrifft, muss ich sagen, dass ich dazu meinerseits keine Bemühungen unternommen habe; alles geschah von selbst, ohne mein Zutun. Seitdem sich Fälle von Heilungen durch mich zu mehren beginnen, verkündigen deren Zeugen oder auch die Personen selbst, welche die Gnade Gottes an sich erlebt haben und Gott gegenüber ihre Dankbarkeit bezeugen wollten, das Geschehene in der Presse. Dadurch wurden diese Fälle dem lesenden Publikum bekannt und führten mir neue Massen von Menschen zu, die sich nach dem Trost Christi und der Gnade Gottes sehnten.“
Pater Johannes bemühte sich nicht um Popularität; er brach die Beziehungen zu Menschen, die ihn eifrig lobpriesen, ab und bot weder der Presse Anlass, über ihn zu schreiben, noch Menschenmassen dazu, sich zu versammeln. Er wurde vor allem durch angebliche Heilungen nach seinen Gebeten berühmt, die in der orthodoxen Umgebung „Wunder“ genannt wurden. Zahlreiche Zeugnisse dokumentieren angeblich Heilungen schwer heilbarer Krankheiten während seines Lebens und nach seinem Tode bis heute. Etwa seit 1875 gelangten diese Fälle in die Presse. Außer den Namen der Geheilten enthalten sie manchmal auch die Namen ihrer Verwandten und Hausärzte, die die plötzliche und wissenschaftlich unerklärlichen Genesung bezeugten. Außer den Genesung beschrieben die Zeugen Fälle von Gedankenlesen und der Prophezeiung zukünftiger Ereignisse durch Pater Johannes, einen Fall der Beendung einer Milzbrandseuche sowie seines Einflusses auf die Natur (z. B. Regen nach seinem Gebet nach dreimonatiger Dürre).

### Wohlfahrt
Die wachsende Verehrung von Pater Johannes und der Ruf seiner Wohlfahrtstätigkeit führte dazu, dass ihm viel Geld gespendet wurde, sowohl bei privaten Begegnungen als auch durch Postüberweisungen. Zeugen erinnerten sich, dass Pater Johannes diesen Geldern ganz gleichgültig gegenüberstand. Nachdem er einen Umschlag mit einer Spende entgegennahm, gab er ihn häufig, ohne ihn zu öffnen, an einen Bedürftigen weiter, womit er manchmal Missmut bei den Spendern auslöste. So beschreibt der Schriftsteller Surski einen typischen Fall, als ein Mädchen nach dem Gottesdienst auf Pater Johannes zukam, dessen Mutter gestorben war: „Pater Johannes nahm aus der Tasche einen Umschlag und überreichte ihn dem Mädchen mit den Worten: ‚Das ist für dich, für die Beerdigung, und ich werde kommen, um deiner Mutter zu gedenken und sie zum Friedhof zu begleiten.’ Da erklang die laute Stimme einer Frau: ‚Pater, im Umschlag sind aber zweihundert Rubel!’ [ca. dreitausend Euro] Pater Johannes blickte zu ihr und sagte leise: ‚Dieses Geld ist mir gegeben, und ich kann darüber nach meinem Ermessen verfügen. Wie viel es war, weiß ich nicht; wenn es so ist, ist es der Wille Gottes.’“ Solche Fälle gab es sehr viele.
Große Summen (bis zu fünfzigtausend Rubel, ca. 700.000 Euro) spendete Pater Johannes für den Bau und die Aufrechterhaltung von Wohlfahrtseinrichtungen, Schulen, Krankenhäusern, Klöstern und Kirchen; er spendete auch an die Wohlfahrtseinrichtungen anderer Konfessionen (Muslime, Juden). Von seiner Wohlfahrt sprach Pater Johannes wie folgt: „Vor Gott gibt es weder Heiden noch Juden. Ich habe kein eigenes Geld. Es wird mir gespendet, und ich spende es weiter. Häufig weiß ich nicht einmal, wer mir wo diese oder jene Spende geschickt hat. Darum spende ich dorthin, wo Not besteht und dieses Geld von Nutzen sein kann.“ Der Sekretär von Pater Johannes behauptete, dass er allein im Juni 1895 per Post an diverse Bittsteller 25.000 Rubel (ca. 350.000 Euro) überwiesen habe; nicht eingerechnet die persönlichen Spenden von Hand zu Hand, deren Höhe niemand kannte, nicht einmal Pater Johannes selbst.
Andererseits zog der Ruf von Pater Johannes’ Großzügigkeit riesige Mengen von Besuchern an – von einfachen Bettlern bis zu reichen Kaufleuten, die in einer kritischen Lage (Bankrott, Spielschulden usw.) befanden und verzweifelt waren. In Kronstadt bewegte sich Pater Johannes meist in Begleitung einer ganzen „Armee“ von Bettlern, denen er zweimal am Tag (morgens und abends) Almosen gab. Vor der Almosengabe wurde die Bettlermasse in Zehnergruppen aufgeteilt, von denen jede einen Rubel (ca. 14 Euro) bekam, der dann durch zehn geteilt wurde. Diese Summe (10 Kopeken jeweils morgens und abends) reichte aus, um Essen und Übernachtung zu bezahlen. Je mehr Geld Pater Johannes spendete, desto mehr Spenden bekam er. Nach diversen Quellen gingen durch seine Hände jährlich zwischen 150.000 und einer Million Rubel.

### Gesellschaftliche und politische Tätigkeit
Der Hl. Johannes begrüßte die Stiftung des Bundes des russischen Volkes, einer 1905 gegründeten monarchistischen Einrichtung, die bald die größte des Reiches wurde. 1907 trat er in den Bund als einfaches Mitglied ein. In seinem Aufnahmeantrag schrieb er: „Ich, der ich mich den Mitgliedern des Bundes anschließen möchte, der die durch alle rechtsgültigen Mittel ausgeübte Förderung der richtigen Entwicklung der Prinzipien der russischen Staatlichkeit und der russischen Volkswirtschaft auf den Grundlagen der Orthodoxie, uneingeschränkten Monarchie und russischen Volkstümlichkeit anstrebt, erbitte, mich als Gleichgesinnten aufzunehmen.“ Am 15. Oktober 1907 wurde er zum lebenslangen Ehrenmitglied des Verbandes gewählt. Trotz seiner schweren Krankheit, die 1908 zum Tode führte, nahm der 70-jährige Pater Johannes an den Aktionen der „Verbündeten“ teil und predigte auf monarchistischen Versammlungen und Kreuzprozessionen.
Seit dem Anfang der 1890er Jahre kritisierte er immer schärfer den Schriftsteller Lew Tolstoi für seine Bemühungen, die Orthodoxie im Sinne von Pantheismus und Protestantismus zu reformieren.
Im Jahre 1903 verurteilte Johannes, zusammen mit dem Bischof Antoni (Hrapowizkij) von Wolyn, vehement das Pogrom von Kischinau. Das von beiden orthodoxen Hierarchen unterschriebene «Слово о кишиневских событиях» („Wort zum Geschehen in Kischinau“) wurde im selben Jahr in Kischinau und Odessa veröffentlicht und von jüdischen Gesellschaften verbreitet. Durch sein Engagement und Plädoyer für die betroffene jüdische Bevölkerung zog er sich den Zorn und Unmut der Rechtsradikalen zu.
Segnung der Mitglieder der Zarenfamilie:
Am 8. Oktober 1894 kam Pater Johannes, eingeladen von den Mitgliedern der Zarenfamilie, auf die Krim, wo Zar Alexander der Dritte in seiner Sommerresidenz Liwadija im Sterben lag. Nach der Zelebrierung der Liturgie spendete er dem Zaren die Heiligen Sakramente. Am 20. Oktober, in den letzten Stunden des Kaisers, salbte er ihn mit geweihtem Öl, legte seine Hände auf den Kopf des Zaren und verbrachte so, auf Bitte des Sterbenden, dem dadurch der Schmerz gelindert wurde, mit ihm dessen letzte Stunden.
Der Aufenthalt in Liwadija förderte die Beliebtheit von Pater Johannes in ganz Russland, machte ihn immun gegen die Kritik der Kirchenleitung, und formte endgültig seine politische Weltanschauung, der die Monarchie als religiös-politisches Ideal galt.
Am 14. Mai nahm der Hl. Johannes an der Krönung des letzten russischen Zaren Nikolaus II. in der Mariä-Entschlafens-Kathedrale des Moskauer Kreml teil, die durch die nachfolgende Massenpanik berühmt wurde.
Es wird berichtet, dass es anlässlich einer großen religiösen Veranstaltung von Kirchenvertretern aus ganz Russland im Jahre 1903 in der Peter-und-Paul-Kathedrale in St. Petersburg zu einer Begegnung zwischen Johannes und dem Wanderprediger Grigori Rasputin gekommen sei, worauf Rasputin in Salons der Petersburger Gesellschaft und verschiedener politischer Zirkel eingeladen und bald als „Wunderheiler“ am Zarenhof berühmt wurde. Doch anscheinend sind sich die beiden Männer nie begegnet. Johannes könnte allerdings von einem ihm bekannten Geistlichen namens Roman Medwed, der Rasputin an seinem Heimatort Pokrowskoje in Sibirien besucht hatte, Erzählungen über den damals schon bekannten Wundertäter gehört haben.

### Aussehen
Pater Johannes von Kronstadt war mittelgroß, und seine Bewegungen waren sehr ruckartig und scharf; er sah für sein Alter sehr jung und munter aus, und „auf seinem Gesicht leuchtete ein offenes, freundliches Lächeln“; „er machte alles sehr schnell“; „seine Stimme war einfach, wie bei den Nordländern, etwas scharf, ohne jede Süßlichkeit“. Mehrere Zeitzeugen merkten an, dass Pater Johannes trotz seiner Berühmtheit im Umgang einfach und aufrichtig „wie ein einfacher Dorfpriester“ gewesen sei. Gegenüber Bettlern und Reichen benahm er sich gleich, ohne die Einen zu verachten und die Anderen vorzuziehen.
Laut I. A. Sikorsky, Psychiatrie-Professor, war die Haupteigenschaft des Charakters von Pater Johannes „Aufrichtigkeit, Sanftmut und die größte Liebe zum Menschen“. Dazu kamen „seine zärtlichen Umgangsformen und seine faszinierende Anziehungskraft, die über alle Erwartungen hinausging“.
„Selbst das Äußere von Pater Johannes war besonders, irgendwie sehr anziehend, herzgewinnend: in seinen Augen spiegelte sich der Himmel wider, in seinem Gesicht das Mitleid gegenüber den Menschen, und in seinen Umgangsformen der Wunsch, jedem zu helfen“.
Viele Augenzeugen waren besonders von seinen hellblauen Augen fasziniert, die „seinen Gesprächspartner durchschauten“. „Der Pater blickte mich mit einem besonderen Blick an, den ich bei ihm in seltenen Minuten beobachten konnte – das war irgendwie, sozusagen, ein Blick aus dem Jenseits. Seine Pupillen verschwanden, und es kam einem so vor, als ob der blaue Himmel aus seinen Augen schaute; es schien, dass sogar der Pater selbst verschwand, und nur dieser Blick übrig blieb.“
Hier ein Zitat aus der Erzählung eines ehemaligen Trinkers, der mit dem Trinken aufgehört hatte, nachdem er den Blick Pater Johannes’ erlebte: „Ich stellte mich an die Kutsche und öffnete ihm die Türen; dabei bemühte ich mich, möglichst gerade zu stehen… Danach schaute ich ihm in die Augen. Seine Augen – ich weiß nicht, ob sie mich zornig anschauten, aber sie waren endlos tief. Je mehr ich in sie schaute, desto tiefer wurden sie und leuchteten mit solchem Feuer, dass mir unheimlich zumute wurde. Ich bekam solche Angst, dass ich mir an den Kopf griff, als ob ich sagen wollte, dass ich ohne Mütze sei. Ich denke, der Pater war entzürnt. Dann, glaube ich, erbarmte er sich und sagte: ‚Mein Lieber, wozu trinkst du?‘. Seitdem trinke ich nicht mehr.“
Mehrere Autoren (einschließlich der Verehrer von Pater Johannes) berichteten von dem außerordentlichen Luxus und der Vielzahl der Priester- und Zivilgewänder, die ihm zur Verfügung standen, sowie auch die Tatsache, dass er seine Reisen über Russland in einem Ministersalonwagen und auf seinem eigenen Dampfer „Hl. Nikolaus der Wundertäter“ gemacht habe. Für Kleider gab Pater Johannes keine Kopeke aus, da ihm all das von seinen Verehrern und Bekannten geschenkt wurde. Einige rechneten Pater Johannes die teuren Kleider als Schuld an. Allerdings bestellte er sie nicht für sich und nahm sie lediglich an, um die Bescherer, die ihm herzlichste danken und einen Gefallen tun wollten, nicht zu beleidigen.
Davon sprach Pater Johannes in seinen Gesprächen mit Äbtissin Taisia wie folgt: „Wie sichtbar ist die Wahrheit des Wortes Gottes: ‚Trachtet aber zuerst nach dem Reiche Gottes und nach seiner Gerechtigkeit, und dies alles wird euch hinzugefügt werden.‘ (Мt 6,33). Das erlebe ich an mir: seitdem ich begann, mich verstärkt darum zu bemühen, es Gott durch Gebet und die Taten der Karitas an die Nächsten usw. wohl recht zu machen, habe ich fast keine Notwendigkeit mehr, um mich, also um meinen äußeren Bedarf selbst zu sorgen: durch die Gnade Gottes werde ich von gutherzigen Menschen bekleidet, beschuht und bewirtet, und sie würden es als Beleidigung ansehen, wenn ich ihren Fleiß nicht annehme.“ Daraufhin antwortete ihm Äbtissin Taisia: „Ach, Pater, wenn Sie wüssten, wie angenehm es ist, etwas für Sie zu tun, Ihnen wenigstens mit etwas zu dienen! Und würden Sie es glauben, Pater, dass man für alles, was für Sie getan worden ist, einen hundertfachen Lohn bekommt! Ich habe es selbst erlebt und auch von vielen anderen gehört.“

### Krankheit und Tod
Auch wenn Pater Johannes seit Dezember 1904 an einer schweren Krankheit litt, führte er seinen christlichen Dienst nach wie vor weiter und empfing jeden Tag die Heiligen Gaben. „Ich danke meinem Gott für das mir gesandte Leiden als vorbereitende Reinigung meiner sündigen Seele“, sagte er. Als die Ärzte versuchten, ihn vom Fasten abzuhalten, wies er ihre Vorschriften mit den Worten zurück: „Das ist die Heilige Kommunion, die lebendig macht“.
Er starb in Kronstadt am 20. Dezember 1908 im Alter von 80 Jahren. Er hinterließ weder ein spirituelles Testament noch irgendwelche Ersparnisse.
An seiner Bestattung, die in St. Petersburg in dem durch ihn errichteten Frauenkloster zu Ehren des Hl. Johannes von Rila stattfand, nahmen mehrere Zehntausende von Menschen teil.

## Verehrung
Vater Johannes wurde bereits zu seinen Lebzeiten als großer Beter, Wundertäter und Hellsichtiger verehrt. In den 1880er Jahren sonderte sich von seinen Verehrern eine fanatische Gruppe ab, die ihn für den wieder vermenschlichten Christus hielten. Von dieser Sekte, die als Ioanniten bezeichnet und als Zweig der Chlysten-Sekte angesehen wurde, distanzierte sich Vater Johannes deutlich.
1909, bald nach seinem Tode, veröffentlichte der Heiligste Synod den Reskript, in dem vorgeschrieben wurde, Vater Johannes’ jährlich am Tag seines Dahinscheidens in der Kirche zu gedenken.
Johannes von Kronstadt wurde 1964 von der russischen-orthodoxen Kirche im Ausland und 1990 von der russisch-orthodoxen Kirche (Moskauer Patriarchat) heiliggesprochen.
2009 wurde in St. Petersburg das 180. Jubiläum der Geburt und das 100. Jubiläum des Todes von Vater Johannes zelebriert, wobei unter Zehntausenden von Klerikern und Laien die Vertreter von 144 Gotteshäusern teilnahmen, die weltweit zu seinen Ehren geweiht sind. Ein Kleinplanet (№ 16395) erhielt seinen Namen.
Die Gebeine von Vater Johannes ruhen im wiedererrichteten St.-Johannes-Kloster in St. Petersburg, wo sie täglich besucht werden können.
Die Imjaslavie-Bewegung, d. h. die Namen-Gottes-Verehrung um die Wende zum 20. Jahrhundert hat sich auf Johannes von Kronstadt berufen können. Sie hat auch in nachsowjetischer Zeit in diesem Jahrhundert erneut Beachtung gefunden und zu Vater Johannes’ anhaltender Popularität beigetragen. In seinem wohl bekanntesten Buch: Mein Leben in Christus (Moja zˇizn’ vo khriste, 1893), findet sich dieser Satz, der die Namen-Gottes-Verehrung auf den Punkt bringt ‘‘Der Name Gottes ist Gott selbst.’’

## Werke
Während des Lebens des Heiligen Johannes von Kronstand wurden folgende seiner Werke veröffentlicht:
- Сергиев Иоанн Ильич, прот. Полное собрание сочинений. СПб., 1890—1908.
- О блаженствах евангельских, СПб., 1896.
- Беседы о Боге-Творце и Промыслителе мира, СПб., 1896.
- Мысли о различных предметах христианской веры и нравственности, СПб., 1897; 2 изд. 1899.
- Слова и поучения, произнесенные в 1896, 1897 и 1898 гг., СПб., 1897–98.
- Несколько слов в обличение лжеучения графа Л. Н. Толстого, М., 1898.
- Правда о Боге, мире и человеке, Кронштадт, 1899.
- Богопознание и самопознание, приобретаемые из опыта, СПб., 1900.
- Правда о Боге, о Церкви, о мире и о душе человеческой. Из нового дневника. Размышления православного христианина, М., 1900.
- Благодатные мысли о небесном и земном, СПб., 1901.
- Христианская философия, СПб., 1902.
- Мысли христианина, СПб., 1905.
- Сергиев И. Путь к Богу. СПб., 1905.
- Созерцания и чувства христианской души, СПб., 1905.
- Начала веры, М., 2009. ISBN 978-5-91362-208-2.
- Awtobiografija, Sewer, St. Petersburg 1888.
- Moja schisn wo Christe, ili minuty duchownago treswenija i soserzanija blagogowejnago tschuwstwa, duschewnago isprawlenija i pokoja w Boge. Iswletschenija is dnewnika, 3 Bde. in 4 Büchern, Moskau 1891–1896.
- O sile molitwy. Po rukowodstwu o. Ioanna Kronschtadtskago. (Urok blagodatnoj schisni), Moskau 1894.
- O sile wery. Po rukowodstwu o. Ioanna Kronschtadtskago. (Urok blagodatnoj schisni), Moskau 1894.
- O kreste Christowom w oblitschenii mnimych staroobrjadcew, St. Petersburg 1896.
- Natschalo i konez naschego semnogo mira. Opyt raskrytija prorotschestw Apokalipsisa, St. Petersburg 1901.

Nach seinem Tod wurden veröffentlicht:
- Schiwoj kolos s duchownoj niwy protoiereja Ioanna Iljitscha Sergiewa Kronschtadtskago. Wypiski is dnewnika sa 1907–1908 g. g., hg. v. F. N. Ornatski, St. Petersburg 1909.
- Wenok na sweschuju mogilu Kronschtadtskago pastyrja protoiereja Ioanna Iljitscha Sergiewa, hg. v. P. G. Tschemjakina, St. Petersburg 1909.
- Dnewnik, hg. v. Petr (Pigol), Bd. 1ff, Moskau 2001ff.
- Dnewnik, hg. v. Damaskin (Orlowski), M. Maksimow u. K. G. Geworkjan, Duchownoe nasledie Russkoj Prawoslawnoj Zerkwi, Bd. 1ff, Moskau u. Twer 2005ff.
- Predsmertnyj dnewnik: 1908 maj-nojabr, hg. v. Petr (Pigol), Moskau, St. Petersburg u. Kronstadt 2006.
- Sobranie sotschinenij, 6 Bde., Kiew 2006.

## Übersetzungen
- Predigt am Tage der Einführung der Allgepriesenen Jungfrau Maria in den Tempel übersetzt von Karl Christian Felmy
- Predigt über die Kommunion der heiligen Geheimnisse übersetzt von Karl Christian Felmy
- Mein Leben in Christo. Aus dem Tagebuch, Übers. v. S. H. Kurio, München 2008, ISBN 978-3-935217-33-0.
- Blessed Father John of Kronstadt on Prayer, Jordanville 1966.
- Counsels on the Christian Priesthood, Übers. v. W. J. Grisbrooke, Crestwood 1994.
- Spiritual Counsels of Father John of Kronstadt, Einführung v. W. J. Grisbrooke, Übers. v. E. E. Goulaev, London 1967.